# Лердорф, Расмус
Расмус Лердорф (дат. Rasmus Lerdorf; р. 22 ноября 1968) — датский программист, ныне живущий в Канаде, написавший в 1994 году набор скриптов на C, обрабатывающих шаблоны HTML-документов, позже воплотившийся в интерпретатор языка сценариев PHP, с помощью которого можно было решать различные задачи веб-приложений, включая не шаблонное создание сайтов для различных целей и направлений.
Расмус Лердорф родился 22 ноября 1968 года в городе Кекертарсуак, в Гренландии, автономной островной территории Дании. С 1988 по 1993 год он учился в Университете Уотерлу в Канаде, который окончил со степенью бакалавра программиста систем инженерного дизайна. Ещё учась в университете, Лердорф работал в различных корпорациях, разрабатывая графические интерфейсы специализированных программ. После окончания учёбы присоединился к компании Nutec Informática к группе программистов UNIX/DOS и участвовал в разработке интерфейса Nutec Desktop. В 1994 году Лердорф создал графический интерфейс для Toronto Internet Service Provider. Позднее, в том же году, Расмус Лердорф создал собственную компанию Lerdorf Consultants Inc. Очевидно, к тому моменту у него уже были идеи по упрощению технологии создания интерфейсов для различных веб-задач без использования трудоёмких визуальных редакторов. В итоге примерно в середине 90-х годов XX века во всемирной сети появился скрипт, написанный Лердорфом и названный «PHP-Tools for Personal Home Page», который собирал статистику о посещении веб-страницы. Именно его можно считать началом зарождения PHP. Скрипт имел открытый код, и Расмус Лердорф собирал отзывы пользователей, обрабатывал комментарии и ошибки, расширяя и улучшая собственную разработку, которая в конечном итоге и превратилась в то, что сейчас принято называть языком программирования PHP, языком невизуального и нешаблонного создания сайтов и веб-приложений.
Продолжая вести разработку PHP и дела собственной фирмы, Лердорф с 1996 по 1999 год сотрудничал с компанией Bell Global Solutions, занимающейся внедрением интернет-бизнес решений, а в 1999 году перешёл работать в IBM Corporation. Через год он перешёл в компанию Linuxcare Inc. К тому моменту Расмус Лердорф был членом группы разработки Apache HTTP Server и членом совета директоров Apache Software Foundation.
С 2002 и до 2009 года Лердорф работал в Yahoo! Inc. Будучи ярым приверженцем Open Source (открытого кода), Лердорф держит связь со многими программистами PHP, с каждым днём улучшая и модифицируя собственное детище. Он также является автором более пятнадцати книг по языку PHP.
В октябре 1999 года Расмус Лердорф женился на Кристин. В марте 2002 года у них родился сын Карл Александр Лердорф.
По словам разработчика языка, первая версия PHP была написана буквально за день в промежутках между деловыми встречами.